# 스즈키 료타
스즈키 료타(일본어: 鈴木 椋大, 1994년 2월 10일 ~ )는 일본의 축구 선수이다. 현재 J2리그의 제프 유나이티드 이치하라 지바에서 뛰고 있다.

## 구단 경력
그는 2012년부터 J리그의 요코하마 F. 마리노스, 도쿄 베르디, 감바 오사카, 제프 유나이티드 지바에서 뛰었다.